# Meir Sheetrit
Meir Sheetrit (en hebreo מאיר שטרית), nacido el 10 de octubre de 1948, es un político israelí miembro de la Knéset por el partido Kadima, fue Ministro del Interior desde el 4 de julio de 2007 al 31 de marzo del 2009. También se desempeñó como Ministro de Justicia durante tres meses en 2006. 
Sheetrit nació en Marruecos en 1948; y emigró a Israel con su familia en 1957. Posee una maestría en Política Pública de la Universidad Bar-Ilan. Está casado y es padre de dos hijos. Comenzó su carrera política en 1974 cuando fue elegido alcalde de la ciudad de Yavne hasta 1987. Sheetrit fue elegido para la Knéset en 1981 y fue miembro hasta 1988, y nuevamente desde 1992 hasta la actualidad. En 1988 fue elegido tesorero de la Agencia Judía, y sirvió en este puesto hasta 1992. En 1996 fue elegido presidente de la coalición política y de la fracción de Likud en el Knéset. En 1998 fue nombrado por el entonces primer ministro de Israel, Benjamín Netanyahu, Ministro de Finanzas. En 2001 fue nombrado Ministro de Justicia. En 2003, fue nombrado como Tesorero (algo así como un Viceministro de Finanzas), dirigido por el entonces Ministro de Finanzas Benjamín Netanyahu, que se lanza en una reforma política a favor de la privatización, con el apoyo de Sheetrit. Fue nombrado Ministro de Transporte en 2004, y más tarde se desempeñó como Ministro de Educación, Cultura y Deporte hasta el año 2006.